# Hergershausen (Alheim)
Hergershausen ist ein Ortsteil der Gemeinde Alheim im osthessischen Landkreis Hersfeld-Rotenburg. Es liegt am Anfang des Gudegrundes, unweit von Rotenburg an der Fulda entfernt.

## Geographische Lage
Hergershausen liegt in den Südausläufern des Stölzinger Gebirges im Gemeindegebiet von Alheim, etwa 2,5 km westsüdwestlich des Alheimers (548,7 m ü. NHN). Im Norden grenzt es an Erdpenhausen (zu Alheim) und im Süden an Braach (zu Rotenburg an der Fulda). Durchflossen wird es vom Fulda-Zufluss Gude. Durch das Dorf führt die Landesstraße 3304; sie verbindet die vier Dörfer des Gudegrunds: Obergude, Niedergude, Erdpenhausen und Hergershausen. Im Dorf trifft auf die L 3304 die L 3253. Jeweils etwas westlich und südlich führen die Bahnstrecke Bebra–Baunatal-Guntershausen und die Bundesstraße 83 an der Ortschaft vorbei.

## Geschichte
Erstmals urkundlich erwähnt wird der Ort im Jahre 1247. Im Jahre 1939 hatte das Dorf 230 Einwohner und gehörte zum Landkreis Rotenburg (Fulda). Im Rahmen der Gebietsreform in Hessen wurde Hergershausen mit neun anderen Dörfern am 1. August 1972 zur neu gegründeten Gemeinde Alheim zusammengeschlossen.

## Kultur
- Das Dorffest findet regelmäßig am letzten Wochenende im Juni statt.
- Hergershausen gewann im Jahr 2002 den Preis "Unser Dorf".

## Kulturdenkmäler
- In der Liste der Kulturdenkmäler in Alheim sind für Hergershausen acht Kulturdenkmäler aufgeführt.

## Infrastruktur
- In Hergershausen gibt es ein Dorfgemeinschaftshaus und einen Kinderspielplatz.